# The Tits Out Tour
The Tits Out Tour es la próxima gira de conciertos conjunta de la cantautora estadounidense Kesha y la banda estadounidense Scissor Sisters. La gira promocionará el sexto álbum de estudio de Kesha, Period, el primero en su sello independiente Kesha Records, y es parte de la reunión de Scissor Sisters que comenzó en 2024. La gira está programada para comenzar el 1 de julio de 2025 en West Valley City, Utah, y concluir el 21 de marzo del año siguiente en Dublín, Irlanda.

## Antecedentes y promoción
Tras el fin de Kesha v. Dr. Luke, el final de The Only Love Tour de Kesha, y el anuncio de su salida de los sellos de Kemosabe y RCA en 2023, Kesha anunció su nuevo sencillo «Joyride», para ser parte de su sello discográfico independiente, Kesha Records, el 4 de julio de 2024. Period, su sexto álbum de estudio se anunció el 27 de marzo de 2025, con una fecha de lanzamiento establecida para el 4 de julio del mismo año.
Scissor Sisters anunciaron su reunión en octubre de 2024 junto con una gira europea de 2025. Su participación con la gira Tits Out se describe como la etapa norteamericana de su gira de reunión, y su primera gira allí en más de una década.
La gira se anunció el 3 de abril de 2025, con la preventa de tickets comenzó el 8 de abril tanto en la web de Kesha como en los sitios web de las Scissor Sister.  Las ventas generales abrieron el 10 de abril. La gira marca la primera vez que Kesha se presenta en el Madison Square Garden en la ciudad de Nueva York y el KIA Forum en Los Ángeles. La gira será apoyada por Slayyyter y Rose Gray en fechas seleccionadas. El 9 de mayo, se anunció que el grupo holandés Eurotrance Vengaboys se uniría a la parada en la ciudad de Nueva York.
Las fechas europeas se anunciaron para la primavera de 2026 con solo el encabezado de Kesha. Estas fechas marca la primera vez que Kesha está de gira por completo en el área desde el Rainbow Tour (2017). Debido a la alta demanda, se agregaron espectáculos adicionales para Manchester y Londres.
|== Fechas ==
| Fechas                   | Ciudades         | País           | Lugar                                           | Actos de Apertura |
| Norteamérica             | Norteamérica     | Norteamérica   | Norteamérica                                    | Norteamérica      |
| ------------------------ | ---------------- | -------------- | ----------------------------------------------- | ----------------- |
| 1 de julio de 2025       | West Valley City | Estados Unidos | Utah First Credit Union Amphitheatre            | Slayyyter         |
| 3 de julio de 2025       | Mountain View    | Estados Unidos | Shoreline Amphitheatre                          | Slayyyter         |
| 5 de julio de 2025       | Inglewood        | Estados Unidos | Kia Forum                                       | Slayyyter         |
| 6 de julio de 2025       | Phoenix          | Estados Unidos | Talking Stick Resort Amphitheatre               | Slayyyter         |
| 8 de julio de 2025       | Dallas           | Estados Unidos | Dos Equis Pavilion                              | Slayyyter         |
| 10 de julio de 2025      | The Woodlands    | Estados Unidos | Cynthia Woods Mitchell Pavilion                 | Slayyyter         |
| 12 de julio de 2025      | Tinley Park      | Estados Unidos | Credit Union 1 Amphitheatre                     | Slayyyter         |
| 13 de julio de 2025      | St. Louis        | Estados Unidos | Hollywood Casino Amphitheatre                   | Slayyyter         |
| 15 de julio de 2025      | Nashville        | Estados Unidos | Ascend Amphitheater                             | Slayyyter         |
| 16 de julio de 2025      | Cincinnati       | Estados Unidos | Riverbend Music Center                          | Slayyyter         |
| 18 de julio de 2025      | Noblesville      | Estados Unidos | Ruoff Music Center                              | Slayyyter         |
| 19 de julio de 2025      | Clarkston        | Estados Unidos | Pine Knob Music Theatre                         | Rose Gray         |
| 21 de julio de 2025      | Toronto          | Canadá         | Budweiser Stage                                 | Rose Gray         |
| 23 de julio de 2025      | New York City    | Estados Unidos | Madison Square Garden                           | Vengaboys         |
| 24 de julio de 2025      | Mansfield        | Estados Unidos | Xfinity Center                                  | Rose Gray         |
| 26 de julio de 2025      | Burgettstown     | Estados Unidos | The Pavilion at Star Lake                       | Rose Gray         |
| 28 de julio de 2025      | Cuyahoga Falls   | Estados Unidos | Blossom Music Center                            | Rose Gray         |
| 29 de julio de 2025      | Philadelphia     | Estados Unidos | Mann Center for the Performing Arts             | Rose Gray         |
| 31 de julio de 2025      | Darien           | Estados Unidos | Darien Lake Amphitheatre                        | Rose Gray         |
| 2 de agosto de 2025      | Virginia Beach   | Estados Unidos | Veterans United Home Loans Amphitheater         | Rose Gray         |
| 3 de agosto de 2025      | Raleigh          | Estados Unidos | Coastal Credit Union Music Park at Walnut Creek | Rose Gray         |
| 5 de agosto de 2025      | Charlotte        | Estados Unidos | PNC Music Pavilion                              | Rose Gray         |
| 7 de agosto de 2025      | Alpharetta       | Estados Unidos | Ameris Bank Amphitheatre                        | Rose Gray         |
| 9 de agosto de 2025      | West Palm Beach  | Estados Unidos | iTHINK Financial Amphitheatre                   | Rose Gray         |
| 10 de agosto de 2025     | Tampa            | Estados Unidos | MidFlorida Credit Union Amphitheatre            | Rose Gray         |
| 28 de septiembre de 2025 | Columbia         | Estados Unidos | Merriweather Post Pavilion                      |                   |
| Europa y Oceanía         |                  |                |                                                 |                   |
| 19 de febrero de 2026    | Brisbane         | Australia      | Riverstage                                      |                   |
| 22 de febrero de 2026    | Melbourne        | Australia      | Margaret Court Arena                            | —                 |
| 24 de febrero de 2026    | Adelaide         | Australia      | AEC Arena                                       | —                 |
| 26 de febrero de 2026    | Perth            | Australia      | Perth HPC                                       | —                 |
| 4 de marzo de 2026       | Berlin           | Alemania       | Uber Eats Music Hall                            | —                 |
| 6 de marzo de 2026       | Paris            | Francia        | Zénith Paris                                    | –                 |
| 7 de marzo de 2026       | Amsterdam        | Países Bajos   | AFAS Live                                       | —                 |
| 9 de marzo de 2026       | Antwerp          | Bélgica        | Lotto Arena                                     | —                 |
| 11 de marzo de 2026      | Glasgow          | Escocia        | OVO Hydro                                       | —                 |
| 13 de marzo de 2026      | Manchester       | Reino Unido    | Aviva Studios                                   | —                 |
| 14 de marzo de 2026      | Manchester       | Reino Unido    | Aviva Studios                                   | —                 |
| 16 de marzo de 2026      | Londres          | Reino Unido    | O2 Academy Brixton                              | —                 |
| 17 de marzo de 2026      | Londres          | Reino Unido    | O2 Academy Brixton                              | —                 |
| 19 de marzo de 2026      | Wolverhampton    | Reino Unido    | Wolverhampton Civic Hall                        | —                 |
| 21 de marzo de 2026      | Dublin           | Irlanda        | 3Arena                                          | —                 |